# Galerie Arnold

Ausstellung der Künstlergruppe „Die Brücke“ in den Räumen der Galerie Arnold im September 1910.

Die Kunsthandlung und Galerie Ernst Arnold in Dresden wurde 1818 gegründet und leistete zusammen mit dem Dresdner Kunstsalon Emil Richter Pionierdienste für die moderne Kunst. Beide präsentierten nach der Jahrhundertwende neuste Tendenzen im internationalen Kunstgeschehen.
In der Galerie Arnold reichte das Spektrum der ausgestellten Werke von der niederländischen Kunst des 17. Jahrhunderts, über ostasiatische Kunst, französische und deutsche Kunst des 19. Jahrhunderts bis hin zu Werken der Impressionisten und Expressionisten. Bereits um die Jahrhundertwende wurden mehrfach Werke französischer Impressionisten ausgestellt, 1905 waren 50 Gemälde von Vincent van Gogh zu sehen und 1910 stellte die expressionistische Künstlergruppe Brücke aus. Zahlreiche Ausstellungen bereicherten das Dresdner Kulturleben: gezeigt wurden u. a. Werke von Alexander Archipenko, Georges Braque, Paul Klee, Fernand Léger, Pablo Picasso, Willi Baumeister, Oskar Schlemmer, Kurt Schwitters, Edvard Munch, Ernst Barlach, Ernst Ludwig Kirchner, Emil Nolde, Christian Rohlfs, Wassily Kandinsky, Oskar Kokoschka und Karl Schmidt-Rottluff.

## Geschichte

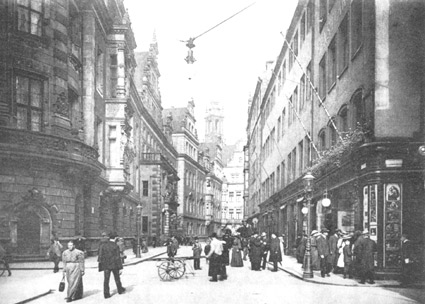
Schloßstraße in Dresden um 1905, rechts das Eckgebäude Sporergasse 1

### Kunsthandlung Ernst Arnold
Die Kunsthandlung und spätere Galerie Ernst Arnold wurde durch den Dresdner Kaufmann Ernst Sigismund Arnold (1792–1840) gegründet. Er begann zuerst eine Lehre als Kolonialwarenhändler, wechselte aber bald zur Dresdner Kunsthandlung Heinrich Rittner. 1818 übernahm Arnold die Kunsthandlung Rittner und führte sie unter eigenem Namen fort. Die Kunsthandlung florierte unter Arnold und war für Reproduktionen nach Gemälden der Galerie Alter Meister bekannt.
Nach dem Tod von Ernst Sigismund Arnold 1840 führten seine Brüder Friedrich Albert und Herrmann Arnold die Firma weiter. 1863 stieß Adolf Ludwig Gutbier (1841–1902) zur Kunsthandlung Ernst Arnold. 1867 kaufte er zusammen mit dem Kaufmann Bernhard Carl Christian Gräf das Unternehmen von Friedrich Albert Arnold für 50.000 Taler. Bereits 1872 trennten sich die Geschäftspartner wieder: der Kaufmann Bernhard Carl Christian Gräf führte fortan den „Ernst Arnold Kunstverlag“, während Adolf Ludwig Gutbier Inhaber der „Kunsthandlung Ernst Arnold“ wurde. Adolf Gutbier erwarb im Jahr 1872 das Haus an der Sporergasse Nr. 1 (Ecke Schloßstraße), in dem sich die Kunsthandlung seit über 50 Jahren befand, für 56.000 Taler. Der Schwerpunkt der gutgehenden Kunsthandlung lag in dieser Zeit weiterhin auf Reproduktionen von Gemälden alter Meister.

### Königlich-Sächsische Hofkunsthandlung
Im Jahr 1879 wurde die Firma zur Königlich-Sächsischen Hofkunsthandlung ernannt.

### Kunstsalon Ernst Arnold

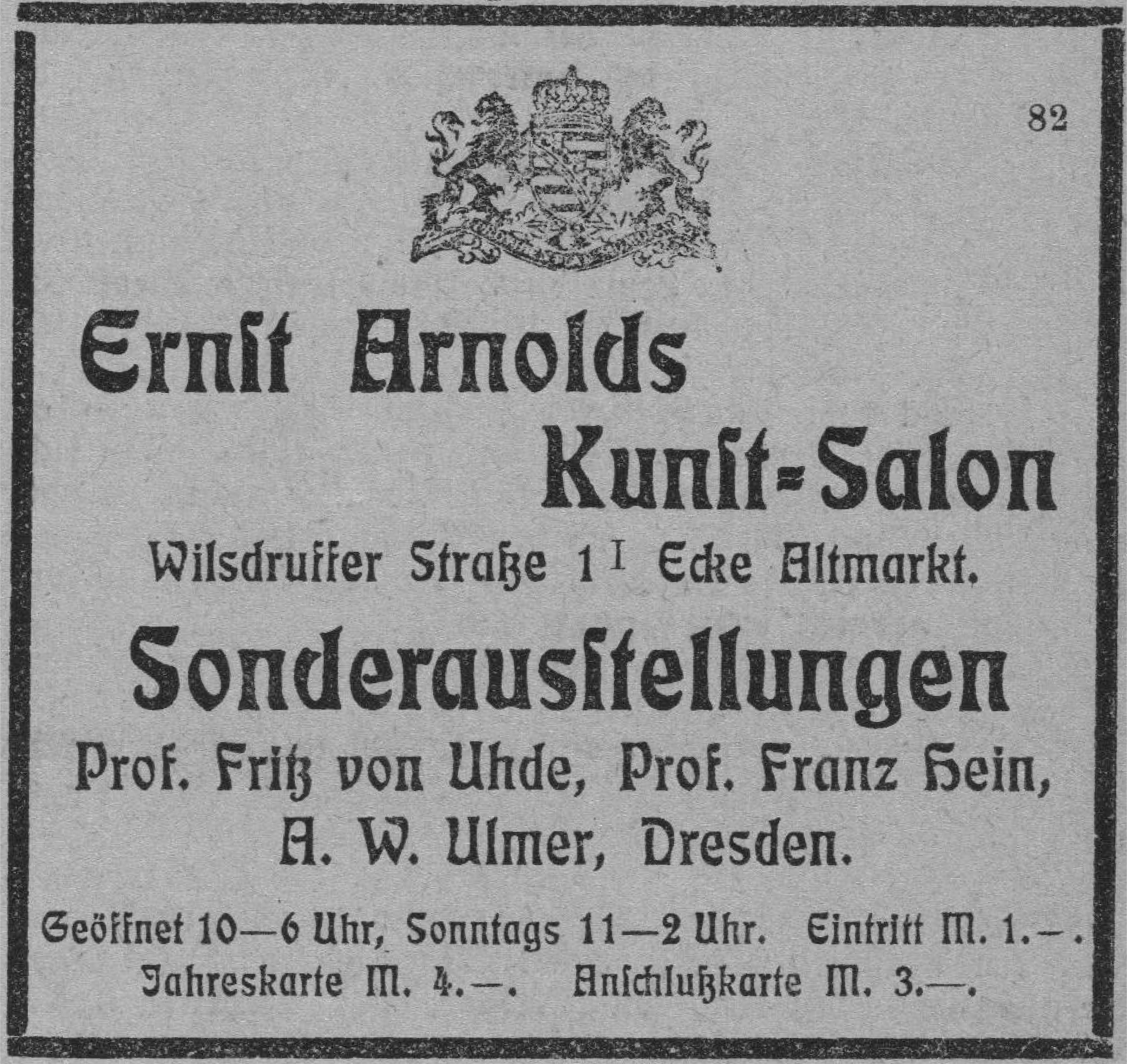
Zeitungsanzeige Januar 1906

1891 trat der Sohn von Adolf Gutbier, Ludwig Wilhelm Gutbier (1873–1951), in die Kunsthandlung ein. Ab 1893 wurden Ausstellungen moderner Künstler gezeigt. Ludwig Gutbier war begeistert von der Ausstellung der 1. Ausstellung der Münchener Secession 1893 in München und wollte die Münchner Maler auch in Dresden zeigen. Mit finanzieller Unterstützung seines Vaters wurde die erste Etage der Löwenapotheke in der Wilsdruffer Straße am Altmarkt gemietet, um ein Ausstellungslokal für moderne, zeitgenössische Kunst zu schaffen. Von 1893 bis 1896 wurden dort permanent Gemälde der Mitglieder der Münchener Secession gezeigt. Eine Tageskarte kostete 1 Mark, eine Jahreskarte 4 Mark. 1894 wurden bereits über 1.500 Jahreskarten und 5.000 Einzeleintritte verkauft. Das Ausstellungslokal wurde bekannt unter dem Namen „Kunstsalon Ernst Arnold“.
Zusätzlich zur laufend wechselnden Ausstellung der Münchener Secession wurden thematische Ausstellungen gezeigt. So 1894 die Ausstellung „Gemälde und Zeichnungen von Adolf Menzel“, eine „Schwarz-Weiss Ausstellung des Münchner Radirvereins“, eine „Gemälde-Ausstellung moderner Norweger“ (noch ohne Gemälde von Munch) und eine Ausstellung „Glasgow-Boys“ mit jüngeren Vertretern aus Großbritannien. 1895 folgte eine Ausstellung Japanischer Holzschnitte aus dem 17.–19. Jahrhundert und eine Ausstellung „40 Gemälde von Max Liebermann und Hans Thoma“. 1896 fand eine Ausstellung mit Werken von Jean-François Raffaëlli sowie eine „Internationale Portraitausstellung“ statt. Die Porträtausstellung zeigte das ganze Spektrum der Bildnismalerei der damaligen Zeit und stieß auf große Resonanz. Gezeigt wurden 82 Gemälde und 136 Radierungen, Steindrucke und Holzschnitte von deutschen, französischen, englischen, holländischen, schweizerischen, belgischen und norwegischen Künstlern. Ergänzt wurde diese Ausstellung durch über 100 kunstgewerbliche Arbeiten vorwiegend französischer Künstler. Ebenfalls 1896 folgten eine eigene kunstgewerbliche Ausstellung mit Werken Hermann Obrists, eine Ausstellung „Handzeichnungen deutscher Künstler“, eine Ausstellung mit 24 Werken Giovanni Segantinis neben Zeichnungen von William Strang. Bilder von Segantini waren bisher in Deutschland erst 1891 auf der „Internationalen Kunstausstellung“ in Berlin und danach 1896 in der Ausstellung der Münchner Sezession zu sehen gewesen.
Ab dem Jahr 1897 fanden Ausstellungen im monatlichen Wechsel in der Kunsthandlung an der Schloßstraße und im Kunstsalon an der Wilsdruffer Straße statt. Im Jahr 1998 stellte die Münchner Künstlervereinigung Ring aus.
Im März 1899 folgte eine umfassende Ausstellung von Impressionisten. In diesem Umfang wurden bis dahin in Deutschland noch nie Werke von impressionistischen Malern ausgestellt. Gezeigt wurden Werke u. a. von Auguste Renoir, Édouard Manet, Paul Baum, Emile Claus, Edgar Degas, Max Liebermann, Claude Monet, Berthe Morisot, Camille Pissarro, Théo van Rysselberghe, Georges Seurat und Alfred Sisley. Die Ausstellung erregte Aufsehen, aber der Verkauf lief schlecht. Der sächsische Hof war gegen diese Art der Malerei eingestellt und auch die Galerie Neue Meister zeigt kein Interesse Gemälde anzukaufen.
Nach dem Tod seines Vaters Adolf Gutbier im Jahr 1902 übernahm Ludwig Wilhelm Gutbier die Kunsthandlung Arnold. Weitere Ausstellungen mit Werken der Schule von Barbizon, der Impressionisten und der Neoimpressionisten folgten in den Jahren 1902, 1903, 1913 und 1914.
Vom 26. Oktober bis 11. November 1905 wurde im Kunstsalon Ernst Arnold eine von Paul Cassirer zusammengestellte Wanderausstellung mit 50 Werken von Vincent van Gogh und 50 Zeichnungen von Constantin Guys gezeigt. Diese Bilder kosteten nur wenige tausend Mark. Einzig van Goghs Bild „Birnen“ (Stilleven peren op blauw kleed) wurde für 2.400 Mark an den Landrat Meyer-Dietl verkauft und gelangte 1920 durch den Tausch zweier Pastelle von Rosalba Carriera in die Galerie Neue Meister in Dresden. Im Juli 1905 hatte sich die Künstlergruppe der Brücke zusammengeschlossen. Van Gogh gilt als ein wichtiges Vorbild der Brücke.

### Zweigstelle in Breslau
Im Jahr 1909 eröffnete Ludwig Gutbier eine Zweigstelle in Breslau, deren Leitung ab 1913 bis 1917 Ferdinand Möller übernahm. 1917 eröffnete Möller in Breslau eine eigene Galerie, die er bis 1920 führte. Im Jahr 1923, dem Höhepunkt der Inflation in Deutschland, wurde die Zweigstelle der Galerie Arnold in Breslau geschlossen.

### Galerie Ernst Arnold

Werbeanzeige, 1909/1910

1906 konnte Ludwig Gutbier das Haus an der Schloßstraße 34 und das dahinterliegende Gebäude Schössergasse 27 mieten. Die Gebäude wurden durch Wilhelm Kreis, Henry van de Velde und Max Hans Kühne zu modernen Ausstellungsgebäuden umgebaut. Der Firmenname wurde in Galerie Ernst Arnold geändert. Das 1818 gegründete Geschäft an der Ecke Schloßstraße/Sporergasse wurde als Abteilung für Reproduktion weitergeführt.
1907 fand die Eröffnungsausstellung mit Künstlern der Wiener Secession statt. Zu sehen waren auch Bilder der Genossenschaft bildender Künstler Wiens und Werke von Gustav Klimt. Die Jahre von 1907 bis 1919 waren ökonomisch erfolgreiche Jahre für die Galerie Arnold, da nun die Möglichkeit Bestand große Ausstellungen zu veranstalten.
Vom 7. September bis zum 7. Oktober 1910 war in der Galerie Ernst Arnold die „Sonder-Ausstellung Paul Gauguin 1848 – 1903“ zu sehen, die 25 Werke von Paul Gauguin umfasste. Gleichzeitig, ebenfalls im September, wurde die „Ausstellung der K. G. Brücke“ mit 87 Werken gezeigt. Für das Plakat der beiden Ausstellungen fertigte Ernst Ludwig Kirchner den Holzschnitt an. Zur Ausstellung entstand der erste illustrierte Katalog Künstlergruppe Brücke, mit einem Holzschnitt von Erich Heckel nach dem Ausstellungsplakat von Kirchner. Schrift und Bild wurden in Holzschnitt gedruckt. Abgedruckt waren auch 14 Holzschnitte nach Gemälden ausgestellter Werke, wobei jeder Holzschnitt durch ein anderes Mitglied der Brücke angefertigt wurde als das dargestellte Originalbild.
1912 veranstaltete Ludwig Gutbier die Ausstellung „Vincent van Gogh“, zuerst in der Zweigstelle in Breslau und dann in Dresden. Die meisten Werke stammten aus Privatbesitz und waren unverkäuflich. Der Gesamtwert der gezeigten Werke belief sich auf den für die damalige Zeit ungeheuren Betrag von 300.000 Mark und wurde in der Einleitung zum Katalog extra vermerkt. Bis zum Beginn des Ersten Weltkrieges zeigte Ludwig Gutbier vier Ausstellungen zu Vincent van Gogh. Im Sommer 1912 wurde die Ausstellung „Stätten der Arbeit“, als gegenwartbezogenes Thema der Kunst, mit 126 Ölgemälden, 261 Grafiken mit Aquarellen und 12 Skulpturen gezeigt. Das Plakat zur Ausstellung erstellte Georg Erler.
Vom 1. bis zum 21. Februar 1914 war eine große Sonderausstellung der „Dresdner Künstler-Gruppe 1913“ zu sehen. 30 Dresdner Künstler zeigten 261 Gemälde, Grafiken, Zeichnungen und Plastiken. Im Januar wurde die Ausstellung „Die Neue Malerei“ gezeigt. Beteiligt waren 46 Künstler mit 159 Werken, darunter Max Ernst, Lyonel Feininger, Paul Klee, die Maler des Blauen Reiters und die Maler der ehemaligen Brücke. Zur selben Zeit zeigte der Kunstsalon Emil Richter in Dresden die Ausstellung Pablo Picasso. Im April zeigte die Galerie Arnold die umfassende „Ausstellung französischer Malerei des 19. Jahrhunderts“ mit 111 Ölgemälden und 23 Aquarellen und Zeichnungen.
Ebenfalls 1914 gab es die Ausstellung „Lovis Corinth. Neue Radierungen und Lithographien“. 1915 wurden verschiedene Ausstellungen von im Ersten Weltkrieg im Einsatz stehenden Malern gezeigt: im Frühsommer zeigte Georg Lührig und im Herbst Richard Müller ihre Arbeiten. Weitere Ausstellungen waren in den Jahren 1915/1916 unter dem Titel „Dresdner Künstler die im Heeresdienste stehen“ zu sehen.
Zum 100-jährigen Bestehen der Kunsthandlung zeigte Ludwig Gutbier 1918 die Ausstellung „Deutsche Malerei im 19. Jahrhundert“ mit 281 Werken von 120 Künstlern. Der Wert der gezeigten Bilder betrug fünf Millionen Mark, die wenigsten waren verkäuflich. Die Gemälde wurden für die Ausstellung teilweise aus den großen Museen Deutschlands ausgeliehen. In elf verschiedenen Kunstzeitschriften erschienen Abbildungen der gezeigten Werke.
1919 wurde die 2. expressionistische Ausstellung „Der Sturm“ mit Gemälden, Plastiken und Grafiken von Expressionisten, Futuristen und Kubisten gezeigt. Ab 1920 bis 1922 stellte die Dresdner Sezession Gruppe 1919 regelmäßig in der Galerie Arnold aus.
Willi Baumeister, Oskar Schlemmer und Kurt Schwitters zeigten im Juli/August 1920 gemeinsam ihre Werke, zur Eröffnung sprach Paul Ferdinand Schmidt, Direktor des Dresdener Stadtmuseums. Eine Einzelausstellung hatte Willi Baumeister im Jahre 1924 (genauer Zeitpunkt unklar).
1921 wurde die Ausstellung „Gemälde und Zeichnungen holländischer Meister des 17. Jahrhunderts“ mit 45 Gemälden und 44 Zeichnungen gezeigt. 1923 wurde die Jubiläumsausstellung „Kunst der Gegenwart“ zum dreißigsten Geschäftsjubiläum von Ludwig Gutbier veranstaltet in der 48 Maler und 8 Bildhauer ihre Werke zeigten.
1925 zeigte Gutbier 48 Gemälde, 60 Aquarelle und Zeichnungen, sowie 68 Lithografien von Oskar Kokoschka, ein Jahr nach dessen Abgang von der Dresdner Akademie für Bildende Künste. Im März folgte die erste Einzelausstellung von Georg Kolbe. Im Mai wurden Werke von Ferdinand Hodler und Plastiken von Fritz Huf gezeigt. Im Juni wurde eine große Ausstellung von Marc Chagall gezeigt.
Die schwierige ökonomische Situation nach dem Ersten Weltkrieg führte dazu, dass die Galerie Arnold 1925 die 1. Etage an die Antiquitätenfirma Herrmann Ball vermieten musste. Die Galerie zeigte vermehrt Ausstellungen arrivierter Künstler. 1926 wurden u. a. Ausstellungen mit Werken von Max Oppenheimer, Otto Lange, Edgar Degas, Wassily Kandinsky und Paul Klee gezeigt.
Ende September 1927 musste Gutbier aufgrund der finanziellen Verluste die Galerie Arnold an der Schloßstraße 34 schließen und sich auf das Ladengeschäft an der Sporergasse 1, Ecke Schloßstraße beschränken.

### Neue Galerie Arnold
Am 2. Oktober eröffnete Ludwig Gutbier in den renovierten Räumen des Stammhauses von 1818 die „Neue Galerie Arnold“. Die erste Sonderausstellung war Dresden und der sächsischen Heimat gewidmet. Gezeigt wurden 127 Werke. Obwohl in den Folgejahren in Mitteilungen an die Presse immer stärker das Bild der Heimat betont wurde, so gelang es Gutbier dennoch bis 1933 teilweise Werke des Expressionismus zu zeigen. 1933 veranstaltete Gutbier seine letzte große Ausstellung in Dresden: die „Bildnis-Ausstellung Dresdner Künstler“ im Residenzschloss. Vertreten waren fast 100 Maler und über 25 Bildhauer Dresdens. Im Januar 1934 gab es die „Ausstellung von Bildnissen des Führers in Malerei, Plastik und Zeichnung - anlässlich des Tages der Nationalen Erhebung am 30. Januar“.
Im Jahr 1934 wurde das Stammhaus aufgrund von wirtschaftlichen und politischem Druck für 81.000 RM zwangsversteigert.

### Galerie Arnold in München
1937 eröffnet Ludwig Gutbier in München die Galerie Arnold an der Ludwigstraße 17b in München, welche am 25. April 1944 bei einem Bombenangriff zerstört wurde. Die ehemaligen Gebäude der Galerie Arnold in der Schloßstraße in Dresden wurden in der Nacht vom 13. zum 14. Februar 1945 zerstört.